# لارنس نیو
لارنس نیو (انگلیسی: Laurence New؛ زادهٔ ۲۵ فوریهٔ ۱۹۳۲) افسر اهل بریتانیا است. وی همچنین برندهٔ جوایزی همچون شوالیه (عنوان) شده‌است.